# Préda (film, 2019)
A Préda (eredeti cím: Crawl) egy 2019-es amerikai horrorfilm Alexandre Aja rendezésével, valamint Michael és Shawn Rasmussen forgatókönyvével.
A főszereplők Barry Pepper és Kaya Scodelario, mint apa és lánya, akik kutyájukkal menekülnek az aligátorok elől, miután csapdába kerülnek egy 5-ös kategóriába tartozó hurrikán által okozott esőzés utáni árvízben.
Az Amerikai Egyesült Államokban 2019. július 12-én jelent meg, Magyarországon DVD-n adták ki november 22-én.

## Történet
|  | Alább a cselekmény részletei következnek! |

Egy floridai feltörekvő egyetemi úszó, Haley Keller hívást kap testvérétől, Beth-től, aki arról tájékoztatja, hogy az 5. kategóriába tartozó Wendy hurrikán Florida területén pusztít, ezért azt tanácsolja neki, hogy minél hamarabb hagyja el az államot. Haley aggódik apja, Dave biztonsága miatt, mivel az nem veszi fel a telefonhívásait. A Floridai Állami Rendőrség utasítása ellenére Haley evakuálási útvonalakon halad keresztül, hogy elmenjen apjához. Először az ő lakásához megy, ahol felnőtt, mivel a szülei elváltak. Haley a házban egyedül csak a Maszat nevű családi kutyát találja, de magát Dave-t sehol, és attól tart, hogy visszatért a Coral Lake-i családi házba, amelyet állítólag évekkel ezelőtt eladott.
Maszat elnavigálja Haley-t az elárasztott utcákon át és megtalálják Dave teherautóját a Coral Lake háznál. Bent a lány leereszkedik a ház pincéjébe, miközben Maszat a földszinten marad, és végül megtalálja az apját eszméletlenül és súlyosan megsebesülve. Ahogy próbálja kivonszolni a pincelejárón át, nagy és veszélyes aligátorok bukkannak fel, akik Dave szerint a viharcsatornán keresztül jutottak be a házba. Az aligátorok túlságosan nagyok ahhoz, hogy a csövek alatt átférjenek, így Haley és Dave biztonságos területen vannak. A hurrikán azonban egyre jobban fokozódik, és a feltérképezési hely is elárasztódik, ezért Haley megpróbálja elcsalni az aligátorokat, még mielőtt apja megfulladna.
|  | Itt a vége a cselekmény részletezésének! |

## Szereposztás
| Szerep                                      | Színész         | Magyar hang        |
| ------------------------------------------- | --------------- | ------------------ |
| Haley Keller, egyetemi diák, sportoló       | Kaya Scodelario | Csuha Borbála      |
| Dave Keller, vállalkozó, Haley apja         | Barry Pepper    | Dolmány Attila     |
| Wayne Taylor, rendőr, Beth volt barátja     | Ross Anderson   | Szabó Máté         |
| Stan, fosztogató                            | Anson Boon      | Samudovszky Adrián |
| Pete, rendőr, Wayne társa                   | Jose Palma      | Gyurin Zsolt       |
| Beth Keller, Haley nővére, aki Bostonban él | Morfydd Clark   | Sipos Eszter Anna  |
| Marv                                        | George Somner   | Kenéz Ágoston      |
| Lee                                         | Ami Metcalf     | Staub Viktória     |
| Emma                                        | Annamaria Serda | Pekár Adrienn      |
| Lisa                                        | Savannah Steyn  |                    |

## Házimozi-kiadás
2019. október 15-én a Paramount Pictures kiadta a Prédát Blu-ray, DVD, Digital HD formátumban, bővített és törölt jelenetekkel. Magyarországon november 22-én jelent meg DVD-n.